# Дивац, Милош
Милош Дивац (серб. Милош Дивац; 8 августа 2004, Приеполе) — сербский футболист, центральный защитник клуба «Младост» из Лучани.

## Карьера
Воспитанник ужицкой «Слободы», откуда в 2020 году перешёл в академию «Младости» из Лучани. Впервые в заявку первой команды попал 21 апреля 2023 года на гостевой матч против «Колубары». Дебютировал 9 декабря в выездной игре с «Црвеной звездой», заменив на 81-й минуте Александара Варьячича. Впервые в стартовом составе вышел 25 мая 2024 года в последнем матче сезона против «Воеводины».